# Filtro de aquário

Esquema de um filtro

Os filtros de aquário são componentes importantes dos aquários de água doce ou de água salgada. Estes filtros removem resíduos físicos e químicos (solúveis) dos aquários, simplificando a manutenção. São também necessários para dar suporte à vida no aquário, visto que são volumes de água fechados relativamente pequenos em comparação com os ambientes naturais da maioria dos peixes.